# Puerta de Trajano

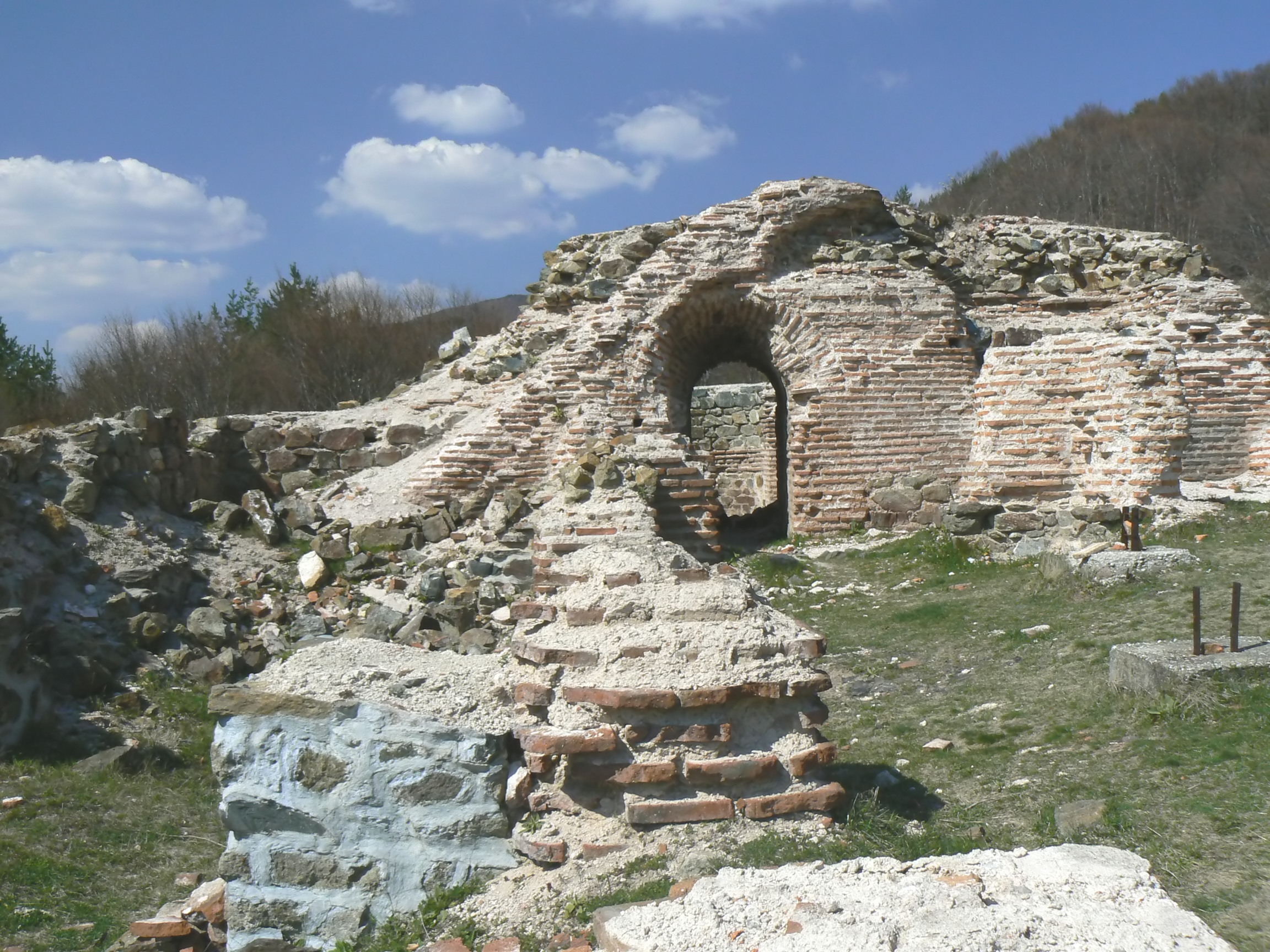
Puerta de Trajano

La Puerta de Trajano (Траянови врата, Trayanovi vrata) es un paso en una colina cerca de Sofía, Bulgaria. Fue el lugar de la batalla del 986, en la cual las fuerzas del entonces emperador bizantino, Basilio II, fueron derrotadas por Samuel de Bulgaria (hijo del primer gobernador regional búlgaro). Samuel se declaró asimismo zar de Bulgaria e invadió el norte de Grecia. 
El emperador Basilio volvió, no obstante, con un ejército completado con mercenarios vikingos con el pago del príncipe de Kiev. Derrotó a Samuel y a causa de la subsiguiente venganza fue apodado por el pueblo «Bulgaróctono» («matador de búlgaros»).